# Kedaga, Krishnarajanagara
Kedaga là một làng thuộc tehsil Krishnarajanagara, huyện Mysore, bang Karnataka, Ấn Độ.